# WorldTempus
WorldTempus est un magazine en ligne bilingue fondé en 2001 par Jean-Claude Pittard et Gabriel Tortella. Il s'agit d'un site d'information concernant le milieu de l'horlogerie de luxe, depuis la présentation des produits des diverses manufactures jusqu'à la vie de ce secteur économique. la cible principale du magazine est les passionnés et les professionnels. Une grande partie des articles présentent des visites de manufacture pour faire découvrir aux lecteurs les coulisses de la production des montres. Des interviews des acteurs du secteur font également une grande part de la ligne éditoriale, en partie grâce à un réseau de correspondants internationaux.
Le site maintient une base de données des principaux modèles de montres (plus de 20 000 modèles y sont répertoriés).

## Histoire
Le site a été créé en 2001 sous la double impulsion de Jean-Claude Pittard, journaliste, et de Gabriel Tortella (fondateur de la Tribune des arts, décédé le 18 avril 2011,).
Une version chinoise du site a été lancée en 2011 mais semble avoir été abandonnée depuis.
Depuis 2014 le site appartient à GMT publishing (maison d'édition basée à Genève). 

## Rédacteurs en chef
- De 2009 à 2012 : Louis Nardin[4]
- De 2012 à 2014 : délégation à Opus Magnum[5]
- De 2014 à 2019 : Paul O'Neil[6]
- Depuis 2019 : Suzanne Wong[7]

## Audience du site et notoriété
Dès 2013 le site dépassait le million de pages vues par mois. En fin d'année 2018, SimilarWeb estimait l'audience du site à plus de 300 000 visites mensuelles. 
Depuis sa création WorldTempus est une référence concernant les informations du secteur de l'horlogerie. 